# Сиренина столица
Сиренина столица (енгл. The Mermaid Chair) је роман америчке романсијерке Сју Монк Кид из 2005. године, који је такође прилагођен и као играни филм.

## Радња
Сиренина столица је духовна прича о Џеси Саливан, средовечној жени чији се пригушени снови и жеље обликују током дужег боравка на Острву чапљи, где брине о својој проблематичној мајци Нели. Једном када се врати у свој дом из детињства, Џеси је принуђена да се суочи не само са везом са отуђеном мајком, већ и са осталим емотивним везама. После деценија брака са Хјуом, њеним практичним, али конвенционалним супругом, Џеси почиње да се пита да ли жуди за неовисношћу коју никада није имала прилику да доживи. Након што упозна брата Томаса, лепог монаха који тек треба да положи последње завете, Џеси је приморана да одлучи да ли страст може коегзистирати са удобношћу или се њих двоје међусобно искључују. Како се њена душа почиње поново будити, Џеси се такође мора суочити са околностима очеве смрти, трагедије која наставља прогањати Џеси и Нели тридесет година касније.
У цркви бенедиктинског манастира на Острву чапљи крај обале Јужне Каролине крије се предивна и тајанствена столица, руконаслона изрезбарених у обличју сирена и посвећена светици која је, како каже легенда, пре свог преобраћења била сирена.
У упечатљивом окружењу, међу незаборавним ликовима острвљанки, прелепим егзотичним мочварама и љупким рукавцима које надлећу величанствене беле чапље, Џеси се бори са својом жудњом и настојањем да је порекне, са слободом која је мами, и трајном љубављу према свом дому и браку.
Да ли је моћ сиренине столице само мит? Или ће она ипак изменити читав Џесин живот? Неочекивана спознаја откриће јој корене болне мајчине прошлости, али изнад свега омогућити Џеси да упозна себе.
Сиренина столица је живописна прича о сиренама и свецима, о чежњама душе и екстази тела.

## Пријем
Сиренина столица досегла је прво место на листи бестселера Њујор Тајмса и на листи тврдог повеза и меког повеза остала је девет месеци. Добитник награде "Quill" за општу фикцију 2005. године, роман је преведен на 23 језика.

## Филмска адаптација
Филмска адаптација у којој је Ким Басинџер играла главну улогу, Џеси, премијерно је приказана на мрежи 9. септембра 2006. Режирао га је Steven Schachte, а продуцирали Chad Oakes из Nomadic Pictures. Извршни продуцент био је Ранди Робинсон, а придружени продуцент Jay Daniel Beechinor. Слике сирена креирала је подводна кинематографкиња Pauline R. Heaton.